# おかえりアリス
『おかえりアリス』（英語サブタイトル：Welcome back Alice）は、押見修造による日本の漫画作品。『別冊少年マガジン』（講談社）にて、2020年5月号から2023年9月号まで連載。思春期の少年少女の性をテーマにした作品。
同誌2021年8月号では稲妻桂の『金の糸』とコラボレートし、グラビア企画の「グラビアフェチ塾」が掲載された。

## あらすじ
内気で平凡な少年亀川洋平と、ルックスの良い室田慧、美少女の三谷結衣は幼稚園から一緒の幼馴染。中学1年生のある時、性を意識し始めていた洋平は、慧と結衣がキスしているのを目撃して以降、関係は疎遠になっていく。そして夏休み明けに、慧は父親の仕事の都合で北海道に転校してしまう。
時が経ち、地元の高校に進学した洋平は、同じ高校に入学した結衣と再び話すようになる。そして同じクラスに、女装して別人のようになっていた慧が入学しており、2年半ぶりの再会を果たす。「男を降りた」と言い放って美少女になった慧は、洋平に接近してきて困惑させる。
同時に、初恋であった慧の女装姿に戸惑う結衣は、その混乱の矛先として、洋平に対して恋愛感情を向けるようになる。

## 登場人物
亀川 洋平（かめかわ ようへい）
本作の主人公。眼鏡をかけた内気な少年。中学1年生の時に慧から自慰行為の話を聞いて以降、性を意識し始める。結衣に好意を抱いており、高校では付き合うことにも成功したが、行動が空回りし一度拒絶されたこともあり、また慧から度々行われる性的な行為に対し身体がそちらにより反応してしまうことに葛藤している。
室田 慧（むろた けい）
洋平たちの幼馴染。世間一般で男らしいとされていることは自分には違うと感じ、高校入学以降は「男を降り」女装して過ごしている。中学1年生の時に父親の仕事の都合で北海道の学校に転校するが、高校入学時に洋平たちのいる東京に戻ってきた。中学生の時、洋平に一般的な自慰の方法を教え、高校でも洋平に度々性的な行為を行う。金髪の姫カット。
三谷 結衣（みたに ゆい）
洋平たちの幼馴染。高校では以前から彼女に対し好意を抱いていた洋平と付き合う。洋平が時折彼女よりも慧に対し（性的な）魅力を感じている素振りを見せることなどから慧には対抗心のようなものを含んだ複雑な感情を抱いており、洋平に対し彼の心を試すように性的なものを含んだ様々なアプローチをかける。黒髪のポニーテール。

## 作風
「これぞ押見修造作品！」というような、自己肯定感の低い主人公と登場人物の「歪な関係」が描かれている。本作では「ミステリアスな慧の存在」により、ほかの押見の作品以上に「大胆に登場人物たちの本性が開放され」、「先鋭的な作品」となっている。

## 書誌情報
- 押見修造 『おかえりアリス』 講談社〈講談社コミックス〉、全7巻
  1. 2020年10月9日発売[4][5]、ISBN 978-4-06-520593-8
  2. 2021年6月30日発売[6]、ISBN 978-4-06-522889-0
  3. 2021年10月8日発売[7]、ISBN 978-4-06-525135-5
  4. 2022年4月8日発売[8]、ISBN 978-4-06-527533-7
  5. 2022年10月7日発売[9]、ISBN 978-4-06-529409-3
  6. 2023年4月7日発売[10]、ISBN 978-4-06-531233-9
  7. 2023年10月6日発売[11]、ISBN 978-4-06-533148-4